# 比々多村
比々多村（ひびたむら）は、神奈川県大住郡・中郡に存在した村。現在の伊勢原市南西部の小田急小田原線、国道246号沿線に位置した。

## 地理
- 河川：鈴川

## 歴史

### 村名の由来
比々多神社が所在することより。

### 沿革
- 1889年（明治22年）4月1日 - 町村制の施行により、神戸村、坪之内村、白根村、串橋村、善波村、笠窪村、三之宮村が合併して大住郡比々多村が発足。
- 1896年（明治29年）4月1日 - 郡制の施行のため大住郡が淘綾郡と統合され、所属郡が中郡に変更[1]。
- 1954年（昭和29年）12月1日 - 伊勢原町、成瀬村、大田村、高部屋村、大山町と合併し、改めて伊勢原町が発足。同日比々多村廃止。

## 交通

### 鉄道路線
小田急電鉄小田原線が村域内を通過していたが、駅は存在しなかった。

### 道路
- 大山道

## 名所・旧跡
- 比々多神社